# Lovesick Girls
„Lovesick Girls” – singel południowokoreańskiej grupy Blackpink, wydany 2 października 2020 roku przez wytwórnię YG Entertainment i Interscope Records. Promował album The Album.

## Lista utworów
| CD | CD               | CD                                       | CD                                                               | CD         | CD      |
| Nr | Tytuł utworu     | Tekst                                    | Kompozycja                                                       | Aranżacja  | Długość |
| -- | ---------------- | ---------------------------------------- | ---------------------------------------------------------------- | ---------- | ------- |
| 1. | „Lovesick Girls” | Teddy, Løren, Jisoo, Jennie, Danny Chung | Teddy, 24, Jennie, Brian Lee, Leah Haywood, R. Tee, David Guetta | 24, R. Tee | 3:12    |

## Notowania
| Lista                                    | Najwyższa pozycja |
| ---------------------------------------- | ----------------- |
| South Korea (Circle)                     | 2                 |
| South Korea (Billboard)                  | 2                 |
| Australia (ARIA)                         | 27                |
| Canada (Canadian Hot 100)                | 29                |
| Czech Republic (Singles Digitál Top 100) | 76                |
| France (SNEP)                            | 130               |
| Global 200 (Billboard)                   | 2                 |
| Hungary (Single Top 40)                  | 38                |
| Ireland (IRMA)                           | 39                |
| Japan (Japan Hot 100)                    | 12                |
| Malaysia (RIM)                           | 1                 |
| Mexico Airplay (Billboard)               | 50                |
| New Zealand (Recorded Music NZ)          | 35                |
| Portugal (AFP)                           | 23                |
| Scotland (OCC)                           | 37                |
| Singapore (RIAS)                         | 1                 |
| Sweden Heatseeker (Sverigetopplistan)    | 13                |
| UK Singles (OCC)                         | 40                |
| US Billboard Hot 100                     | 59                |
| US World Digital Song Sales (Billboard)  | 1                 |

## Nagrody w programach muzycznych
| Program               | Data                 | Źródło |
| --------------------- | -------------------- | ------ |
| Inkigayo (SBS)        | 11 października 2020 | [ 19 ] |
| Inkigayo (SBS)        | 18 października 2020 | [ 20 ] |
| Inkigayo (SBS)        | 25 października 2020 | [ 21 ] |
| Show Champion (MBC M) | 14 października 2020 | [ 22 ] |
| M Countdown (Mnet)    | 15 października 2020 | [ 23 ] |
| Music Bank (KBS2)     | 16 października 2020 | [ 24 ] |

## Sprzedaż i Certyfikaty
| Kraj                    | Sprzedaż     | Certyfikat | Źródło |
| ----------------------- | ------------ | ---------- | ------ |
| Australia (ARIA)        | 35 000+      | Złota      | [ 25 ] |
| Streaming               |              |            |        |
| Korea Południowa (KMCA) | 100 000 000+ | Platynowa  | [ 26 ] |
| Japonia (RIAJ)          | 100 000 000+ | Platynowa  | [ 27 ] |